# Julian Matiasovits
Julian Matiasovits (* 15. November 1983 in München) ist ein deutscher Fußballspieler. Er spielt seit 2011 für den SC Oberweikertshofen.

## Karriere
Bis 1999 spielte Matiasovits für den FC Bayern München. Dann ging er zur SpVgg Unterhaching. Er kam bei den Unterhachingern jedoch nie in der ersten Mannschaft zum Einsatz. 2005 wechselte er zum Regionalligisten SpVgg Bayreuth. Nachdem die SpVgg Bayreuth für die Saison 06/07 keine Lizenz erhalten hatte, ging Matiasovits in die Oberliga zum FC Ismaning. Im Januar 2007 wechselte er zum Wacker Burghausen. Dort spielte er zunächst in der zweiten, ab der Saison 07/08 in der ersten Mannschaft. In der Saison 2008/09 bestritt er 21 Spiele in der damals neu gegründeten 3. Fußball-Liga. Im Januar 2010 ging er zum Regionallisten FC Oberneuland Bremen (Regionalliga Nord), im Juni zur SpVgg Weiden. Nach deren Rückzug aus der Regionalliga Süd spielte Matiasovits beim SC Oberweikertshofen.